# Agência de Notícias das Favelas
A ANF - Agência de Notícias das Favelas é um veículo de mídia independente. Foi lançado pela ONG Casa da Cidadania, para atender a demanda da imprensa e da sociedade que precisavam obter informações do que acontecia nas favelas do Rio de Janeiro. Fundada pelo jornalista André Fernandes em janeiro de 2001 como um projeto, foi logo reconhecida pela Reuters como a primeira agência de notícias de favelas do planeta[1]. Em 2005 a ANF  foi instituída como uma ONG para levar adiante a luta pela democratização da informação da favela para o mundo, principalmente a partir de seus próprios moradores. O objetivo da organização é estimular a integração e a troca de informações entre as favelas, com a finalidade de melhorar, por meio da formação de uma ampla frente popular, a qualidade de vida do povo.
Entre os projetos em andamento, atualmente, estão o jornal A Voz da Favela e o site da ANF. O jornal, com tiragem de 50 mil exemplares voltou a circular na edição de setembro/2012 após um período suspenso. Lançado em 2009, é mais uma forma de democratização da informação das favelas do Rio de Janeiro.
A ANF é também a única organização da mídia independente no país que tem um Manual de Redação e Estilo, distribuído exclusivamente entre os seus mais de 500 colaboradores – em sua maioria, moradores de favelas do Rio de Janeiro e de outros estados. 

## História
Em 2012, a ANF realizou o projeto Ritmo e Poesia (REP), com patrocínio da Secretaria de Cultura, na favela do Jacarezinho, Zona Norte do Rio de Janeiro. O projeto consiste em disponibilizar um microfone aberto para aqueles que desejavam apresentar uma expressão artística musical ou literária. Em 2013, lança o Guia das Favelas que reúne informações culturais e turísticas sobre as favelas do Rio de Janeiro.
Em 2013 a Agência publicou o Guia das Favelas. O livro reúne informações culturais e turísticas sobre as favelas do Rio de Janeiro, visando estimular o fluxo turístico e fomentar a economia local. 
Em 2014, foi publicado livro “Perseguindo um sonho – A história da fundação da primeira agência de notícias de favelas do mundo”, escrito pelo diretor e fundador da ANF André Fernandes. O livro foi lançado no Rio de Janeiro e Brasília, Curitiba e Lisboa. A publicação já conta com uma versão italiana, e, em breve, será lançada em espanhol e alemão. Em língua portuguesa, o livro está em sua 3ª edição. No mesmo ano, a Agência foi agraciada com a Medalha Tiradentes, honraria concedida pelo Governo do Estado do Rio de Janeiro. 
No início de 2015 começamos as filmagens do documentário “Eu só quero é ser feliz – Uma breve história do Funk Carioca”. O projeto foi produzido em parceria com AND Produções, Approach Comunicação e ANF Produções a partir de recursos do edital do Funk da Secretária de Cultura do Estado do Rio de Janeiro. Em setembro do mesmo ano, foi lançado o Manual de Redação e Estilo da organização. Também em 2015 foi concedida à Agência o título de Utilidade Pública, pelo Município do Rio de Janeiro.
Em 2016, a ANF realizou o primeiro curso de formação da RACC – Rede de Agentes Comunitários de Comunicação, resultado do Prêmio Mídia Livre (Ministério da Cultura) e apoio da Faculdade Hélio Alonso. A ANF também promoveu o Encontro com Candidatos à Prefeitura do Rio de Janeiro, evento realizado no Museu do Samba, na Mangueira. A ANF também recebeu o título de entidade de Utilidade Pública, pelo Governo do Estado do Rio de Janeiro. No mesmo ano foi finalizado o documentário” Eu só quero é ser feliz – Uma breve História do Funk Carioca”, dirigido por André Fernandes. O filme estreou no Cinecarioca Nova Brasília, no Complexo do Alemão, foi exibido na 11ª edição do Festival Visões Periféricas em 2017 e atualmente está sendo exibido no canal Cine Brasil TV.
Em 2017, a ANF realizou o I Encontro Latino-americano de Comunicação Comunitária.  Ainda nesse ano, a ANF iniciou seu 1º curso de pré-vestibular comunitário, voltado para moradores de favela com dezenas de professores voluntários. Realizou oficinas de criação de vídeo com celular com jovens de diversas favelas e também iniciou um projeto de extensão com jovens estudantes de comunicação em parceria com a ECO/UFRJ.
A Agência apoiou projetos de produtores parceiros em 2018: “Plantão Judiciário - Circuito nas favelas” foi atividade realizada no primeiro semestre deste ano em parceria com Daniel Brunet, diretor do documentário "Plantão Judiciário". O circuito possibilitou levar aos moradores das favelas do Jacarezinho, Manguinhos e Pavão-Pavãozinho, a amostra deste documentário seguido de debate facilitado por defensores públicos e o diretor do filme. O objetivo foi apresentar as falhas nos sistemas público e privado de saúde bem como os direitos do cidadão. Outra realização foi “Cineclub Conheça Seus Direitos”: atividade bimestral realizada em parceria com Eduardo Camelo, cineasta e idealizador do projeto, que consiste em exibição de filmes relacionados aos Direitos humanos exibidos ao ar livre seguidos de debates com os participantes.
O ano de 2018 foi de eleições nas esferas federal e estadual. Portanto, a ANF promoveu o “Encontro da favela com candidatos ao governo do estado”: terceira edição do Encontro com Candidatos, que pela primeira vez aconteceu com concorrentes ao governo do Estado do Rio de Janeiro, realizado em 15 de setembro, na Vila Olímpica Carlos Castilho (Complexo do Alemão). 
Durante o período eleitoral funcionou, em um estabelecimento localizado no bairro da Lapa (RJ), o projeto Esquina da Democracia. Mesclando debates políticos com apresentações culturais, o local atraiu defensores de causas sociais, ativistas e interessados em questões políticas. A Esquina da Democracia promoveu, regularmente, eventos antes e depois de importantes manifestações, com a presença de políticos e artistas, até o final do segundo turno.
A ANF fortaleceu suas ações em algumas cidades, visando ampliar seu campo de atuação, em especial as cidades de Salvador, Curitiba e São Paulo. A iniciativa incluiu o início da editoria "Nacional" no jornal A Voz da Favela.
O ano de 2018 também foi marcado pela parceria entre o jornalismo da TV Globo com comunicadores comunitários para o quadro Comunidade RJ, priorizando produção de conteúdo e publicizando nos telejornais locais, divulgando questões e personagens relacionados ao universo das favelas. O projeto conta com o apoio da Agência de Notícias das Favelas desde julho de 2018. Dentre os participantes da ANF, destacaram-se Thiago Firmino (Santa Marta)  e Cosme Fellipsen (Providência).
A Agência de Notícias das Favelas foi convidada para diversas palestras em 2018, dividindo sua experiência em eventos nas áreas de comunicação e educação.
Em 8 de janeiro de 2019 a Agência de Notícias das Favelas completou 18 anos de vida. A ocasião foi marcada pelo lançamento de novo vídeo institucional, onde alguns dos principais personagens da história da ANF realizam retrospectiva de momentos marcantes da organização.
Ainda no primeiro semestre a Agência de Notícias das Favelas realizou a primeira edição fora do Rio de Janeiro do curso de formação RACC - Rede de Agentes Comunitários de Comunicação. A cidade de Salvador recebeu a iniciativa, através dos apoiadores COELBA e Rede FTC, que contou com número recorde de inscritos: 165 pessoas de 85 favelas pleitearam as 25 vagas disponíveis.
A organização tem títulos de utilidade pública municipal e estadual, além das medalhas Pedro Ernesto e Tiradentes, pelos serviços prestados para a sociedade.